# دميترو كوركيشكو
دميترو كوركيشكو (بالأوكرانية: Коркішко Дмитро Юрійович)‏ (4 مايو 1990 بتشيركاسي في أوكرانيا - ) هو لاعب كرة قدم أوكراني في مركز الهجوم. شارك مع منتخب أوكرانيا تحت 16 سنة لكرة القدم ومنتخب أوكرانيا تحت 17 سنة لكرة القدم ومنتخب أوكرانيا تحت 18 سنة لكرة القدم ومنتخب أوكرانيا تحت 19 سنة لكرة القدم ومنتخب أوكرانيا تحت 21 سنة لكرة القدم. أما مع النوادي، فقد لعب مع أرسنال كييف وتشورنومورتس أوديسا ودينامو كييف ونادي مينسك وFC Dynamo-3 Kyiv ‏ وFC Poltava ‏ وFC Dynamo-2 Kyiv ‏.

## وصلات خارجية
- دميترو كوركيشكو على موقع الاتحاد الأوربي (الإنجليزية)
- دميترو كوركيشكو على موقع اتحاد تركيا (لاعب) (الإنجليزية)
- دميترو كوركيشكو على موقع اتحاد أوكرانيا (الإنجليزية)
- دميترو كوركيشكو على موقع قاعدة بيانات كرة القدم.إي يو (الإنجليزية)
- دميترو كوركيشكو على موقع بيانات كرة القدم. دي إي (الألمانية)
- دميترو كوركيشكو على موقع Soccerway.com (الإنجليزية)
- دميترو كوركيشكو على موقع عالم كرة القدم.نت (الإنجليزية)